# Rydet, Kungsbacka kommun
Rydet är en bebyggelse i tätorten Onsala i Onsala socken, Kungsbacka kommun.

## Tätorten
1970 avgränsade SCB en tätort med 500 invånare inom Onsala kommun. Tätorten hade vuxit till nästan 2 500 invånare när den 1995 växte samman med Gottskärs tätort. Sedan 2005 är bägge orterna en del av Onsala tätort.